# Nat Clifton
Nathaniel Clifton, detto Nat, noto anche con lo pseudonimo di Sweetwater (England, 13 ottobre 1922 – Chicago, 31 agosto 1990), è stato un cestista e giocatore di baseball statunitense, noto per essere stato il primo afroamericano a firmare un contratto per giocare nella NBA.
È membro del Naismith Memorial Basketball Hall of Fame dal 2014, in qualità di contributore.

## Palmarès
- NBA All-Star (1957)